# نويل فالاداريس
نويل إدواردو فالإداريس بونيلا (بالإسبانية: Noel Eduardo Valladares Bonilla)‏ (مواليد 3 مايو 1977 في كوماياغوا) لاعب كرة قدم هندوراسي سابق، لعب لصالح نادي أوليمبيا الهندوراسي.

## روابط خارجية
- نويل فالاداريس على موقع الاتحاد الدولي (مؤرشف)  (الإنجليزية)
- نويل فالاداريس على موقع قاعدة بيانات كرة القدم.إي يو (الإنجليزية)
- نويل فالاداريس على موقع ناشيونال فوتبول تيمز (الإنجليزية)
- نويل فالاداريس على موقع عالم كرة القدم.نت (الإنجليزية)
- نويل فالاداريس على موقع كووورة
- نويل فالاداريس على موقع أوليمبيديا (الإنجليزية)
- نويل فالاداريس على موقع AS.com (الإسبانية)